# Clarence Tex Walker
Clarence "Tex" Walker (24 de enero de 1946 – 8 de agosto de 2007) fue un músico de rhythm and blues estadounidense, que formó en los grupos Bill Pinkney's Original Drifters y The Coasters. Tras una gira por Europa con Big Joe Turner, Walker participó en el Bishopstock Blues Festival, antes de formar su propio grupo en Londres, The Walker Street Blues Band, y grabar "Blues in Black", que fue lanzado con gran éxito de crítica en Gran Bretaña. Walker se estableció en el Reino Unido y ofreció numerosos conciertos allí. 

## Biografía
La familia de Walker era musicalmente talentosa. De niño, se convirtió en una voz destacada del coro gospel de su congregación natal en Winston-Salem (Carolina del Norte). En su adolescencia, se unió al grupo de su hermano y actuó con Wilson Pickett.
Durante la década de los 60, Walker sirvió en Vietnam. A su regreso a Estados Unidos, fue invitado a unirse al grupo de Bill Pinkney, los Original Drifters, como vocalista principal.
Walker lideró al grupo en varias apariciones en el Teletón de Jerry Lewis. En Las Vegas, Walker apareció con los Drifters, quienes trabajaron en los mismos lugares que Sammy Davis Jr., Frank Sinatra, Dean Martin, Tony Bennett and many major rock, blues and jazz artists including: The Rolling Stones; The Beatles; B.B. King; Aretha Franklin; Louis Armstrong; Count Basie; Herbie Hancock; Miles Davis; Ray Charles y Nat King Cole.
Tras varias giras importantes y tres apariciones especiales en "The Ed Sullivan Show", Clarence fue invitado a liderar The Coasters. Como cantante principal, lideró las presentaciones del grupo en Estados Unidos, Oriente Medio y Europa en varias giras exitosas con entradas agotadas.
A finales de los 90, Walker fue telonero de B.B. King junto a Big Joe Turner en el Royal Albert Hall. Poco después, Walker se estableció en Gran Bretaña. Big Joe Turner lo invitó a una gira con su grupo por Europa. Durante la gira con Big Joe Turner, Walker cantó la voz principal en dos de sus álbumes: «Big Joe Turner's Memphis Blues Caravan» y «French Connection».
Tras su actuación en Bishopstock, Walker lanzó «Blues in Black», que recibió elogios de la crítica y fue aclamado en «Blueprint», una revista británica de blues. En Gran Bretaña, Walker fue cabeza de cartel en numerosos locales, incluido el Jazz Café. Vivía en Winston-Salem, donde planeaba una gira europea con las coristas Sian Pugh y Chloe Quinn antes de su fallecimiento.
En sus últimos años vivió en Oxford, Inglaterra. Walker falleció de un infarto el 8 de agosto de 2007. Sufrió el infarto en el Hotel King's Arms de Woodstock, Oxfordshire, y falleció cuatro días después.